# Eunice Kazembe
Eunice Kazembe, née en 1952 et morte le 28 octobre 2013, est une femme politique malawite qui est nommée ministre de l'Industrie et du Commerce au sein du cabinet du Malawi en 2009. Le 26 avril 2012, la présidente Joyce Banda nomme son nouveau cabinet, au sein duquel Eunice Kazembe devient ministre de l'Éducation.

## Biographie
Eunice Kazembe est née en 1952. Elle obtient un baccalauréat en commerce de l'Université Carleton, à Ottawa, et une maîtrise en administration des affaires de l'université de l'Indiana. Elle est directrice générale de l'Agricultural Development and Marketing Corporation (Malawi) et ambassadrice du Malawi auprès de la République de Chine (Taïwan). Elle est conseillère principale du président pour le développement urbain de 2005 à 2009, et est ministre du Commerce et de l'Industrie, ainsi que ministre des Mines, de l'Énergie et des Ressources naturelles. Elle est administratrice et cofondatrice du Chisomo Children's Club.
Eunice Kazembe est élue députée de Chiradzulu Sud en mai 2009, pour le Parti démocrate-progressiste (DPP). Elle est ensuite nommée ministre de l'Industrie et du Commerce au sein du cabinet entré en vigueur le 15 juin 2009. Elle conserve ce poste au sein du cabinet annoncé le 9 août 2010.
En avril 2012, elle devient ministre de l'Éducation dans le gouvernement de Joyce Banda. Durant son mandat, elle dément l'information selon laquelle l'association de la chanteuse Madonna aurait construit dix écoles au Malawi.
Elle meurt le 28 octobre 2013 dans un hôpital en Afrique du Sud des suites d'un accident vasculaire cérébral. Elle était partie en Afrique du Sud pour suivre une chimiothérapie. Le 30 octobre, son corps est ramené au Malawi, où elle reçoit les honneurs militaires lors de son arrivée à l'aéroport international de Chikela, avant d'être enterrée le 31 octobre dans le village de Maone, dans le district de Chiradzulu.